# Tajr Mala
Tajr Mala (arab. تير معلة) – miasto w Syrii, w muhafazie Hims. W 2004 roku liczyła 7728 mieszkańców.